# Nikołcze Noweski
Nikołcze Noweski (cyryl. Николче Новески; ur. 28 kwietnia 1979 w Bitoli) – macedoński piłkarz występujący na pozycji obrońcy.

## Kariera klubowa
Noweski karierę zawodową rozpoczynał w 1997 roku w Pelisterze Bitola. W 1998 roku trafił do niemieckiej Hansy Rostock z Bundesligi. W tych rozgrywkach zadebiutował 21 marca 1999 roku w przegranym 0:1 pojedynku z Hamburgerem SV. Było to jednak jedyne spotkanie rozegrane przez niego w pierwszej drużynie Hansy. W 1999 roku Noweski został odesłany do jej rezerw, gdzie spędził dwa kolejne lata.
W 2001 roku odszedł do zespołu Erzgebirge Aue grającego w Regionallidze Nord. W 2003 roku awansował z nim do 2. Bundesligi. Pierwszy mecz zaliczył w niej 3 sierpnia 2003 roku przeciwko Jahnowi Ratyzbona (0:1). 8 lutego 2004 roku w wygranym 2:1 pojedynku z Eintrachtem Trewir strzelił pierwszego gola w 2. Bundeslidze. W Erzgebirge Noweski spędził trzy lata.
W 2004 roku przeszedł do klubu 1. FSV Mainz 05 z Bundesligi. Ligowy debiut barwach Mainz zanotował 16 października 2004 roku w wygranym 2:1 spotkaniu z Werderem Brema. 6 listopada 2004 roku w zremisowanym 1:1 pojedynku z Borussią Mönchengladbach zdobył pierwszą bramkę w Bundeslidze. W 2007 roku Noweski spadł z zespołem do 2. Bundesligi, ale w 2009 roku awansował z nim do Bundesligi. W klubie z Moguncji grał przez 11 lat. Po odejściu z zespołu zakończył karierę.

## Kariera reprezentacyjna
W reprezentacji Macedonii Noweski zadebiutował 17 listopada 2004 roku w przegranym 0:2 meczu eliminacji Mistrzostw Świata 2006 z Czechami. 11 października 2006 roku w wygranym 3:0 pojedynku eliminacji Mistrzostw Europy 2008 z Andorą strzelił pierwszego gola w drużynie narodowej.